# 箱ヶ森
箱ヶ森（はこがもり）とは、岩手県岩手郡雫石町と盛岡市との境にある、盛岡市市街地の西方に鎮座する標高865.5mの山。赤林山、毒ヶ森と並ぶ連山である。

## 地理
南昌山と東根山に赤林山をあわせて「志波三山」と呼ばれたが、赤林山ではなく箱ヶ森とする説もある。
箱ヶ森への登山道には猪子沢からの南ルートと北ルート、他につなぎルートがある。

## 地質
中新世の凝灰岩層に貫入・噴出した鮮新世の安山岩が山頂を構成しており、同じ山塊にある南昌山や東根山、毒ヶ森、赤林山とともに周辺から突出した地形をなしている。